# 九州送電
九州送電株式会社（きゅうしゅうそうでんかぶしきがいしゃ）は、大正から昭和戦前期にかけて存在した日本の電力会社である。九州電力送配電管内にかつて存在した事業者の一つ。
戦前期の九州における大手電力会社九州水力電気・東邦電力などによって設立。宮崎県北部を流れる五ヶ瀬川・耳川において電源開発を手掛けるとともに、発電所から福岡県へ至る長距離高圧送電線を建設して両電力会社に電力を供給した。1939年（昭和14年）から1942年（昭和17年）にかけて日本発送電へ設備を出資・譲渡し、1942年に解散した。

## 設立の経緯

### 水利権争奪戦
1891年（明治24年）の九州最初の電気事業である熊本電灯（後の熊本電気）開業から16年経った1907年（明治40年）8月、地元有志が設立した日向水力電気が開業したことで宮崎県においても電気事業がスタートした。1910年（明治43年）には延岡電気所（後の延岡電気）も開業し、宮崎県ではこれらの事業者により水力発電所の建設が進んだ。しかし発電所の数は多いもののその規模は小さく、1910年代までに建設された発電所はいずれも出力が500キロワット以下であった。
日向水力電気が開業した日露戦争後の時期から日本では長距離高圧送電技術が発達し、需要地から遠く離れた山間部でも電源開発が可能となって電気事業がその姿を変えつつあった。そうした中で早くから水力開発の適地として注目されたのが大分県を流れる筑後川上流部や山国川で、これらの河川では水利権の申請が相次いだ。申請者のグループを合同して1911年（明治44年）に設立されたのが九州水力電気（九水）で、1913年（大正2年）に九州最初の1万キロワット超の大容量水力発電所である女子畑発電所を建設、福岡県北部の北九州工業地帯へ電力供給を始めた。

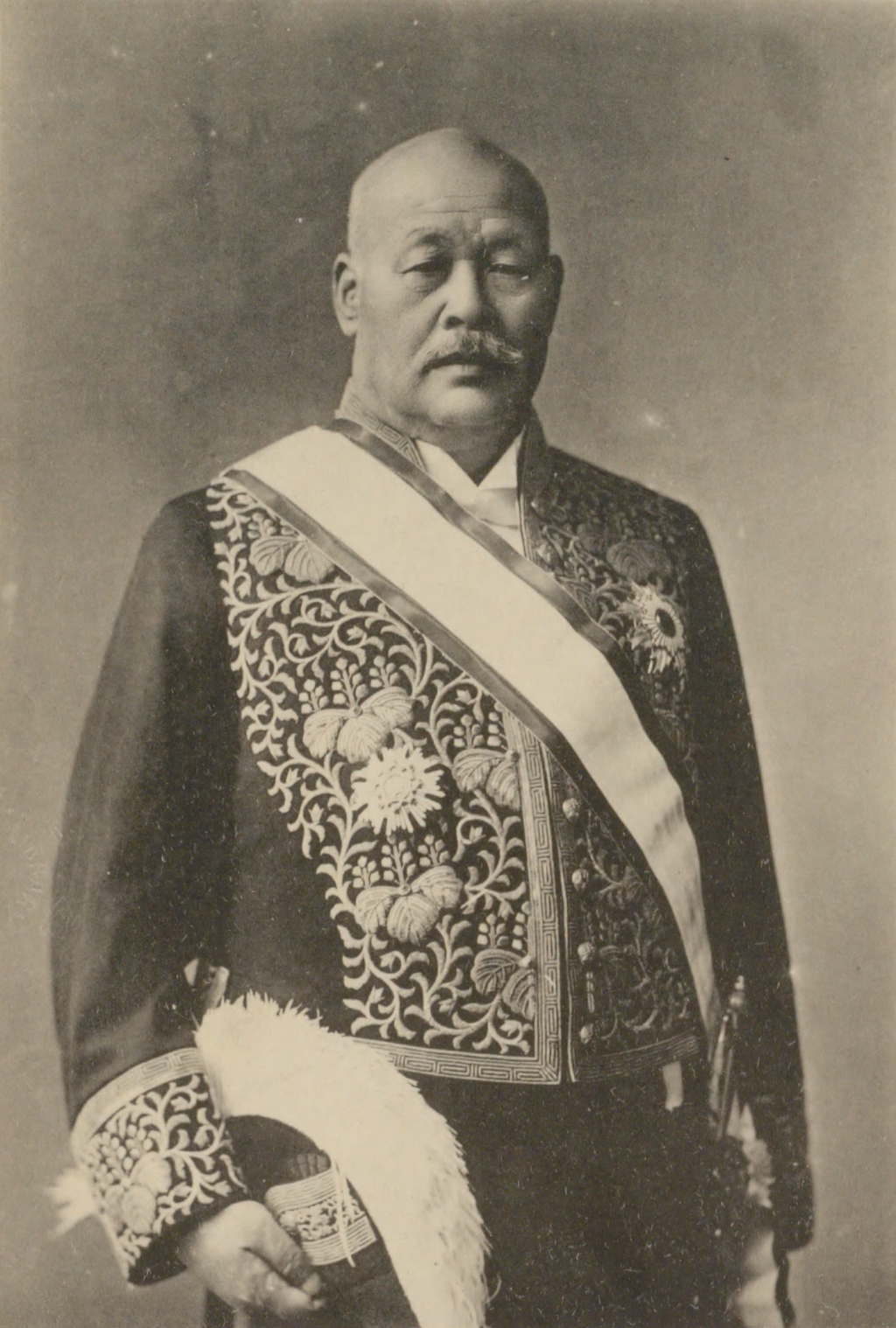
九州送電設立を主唱した逓信大臣野田卯太郎

1910年後半になると、豊富な水力資源を抱えるものの需要地から遠く開発が遅れていた宮崎県が次なる水力開発の適地と目されるようになる。当初進出を図ったのは電力会社ではなく工業会社で、まず福岡県大牟田市に工場を持つ三井系の電気化学工業（現・デンカ）が1916年（大正5年）11月に大淀川の、同年12月に五ヶ瀬川の水利権をそれぞれ申請した。次いで北九州に日米板硝子（現・日本板硝子）を設立した住友財閥が、ガラス工場の電源を確保するため当主住友吉左衛門名義で耳川の水利権を申請する。これらの動きが契機となって水利権獲得競争に火がつき、特に県北部の五ヶ瀬川には水利権申請が殺到、1917年（大正6年）に上記の九州水力電気と熊本県の熊本電気、1918年（大正7年）に三菱鉱業がそれぞれ水利権を申請し、さらに1919年（大正8年）には福岡県西部から長崎県にかけて供給する有力電力会社九州電灯鉄道（後の東邦電力）まで参加するに至った。
水利権の獲得競争が続く1918年9月、電気事業を所管する逓信省の長に福岡県出身の野田卯太郎が就任した。電力国営論者の野田は逓信大臣就任にあたり事業合同・電力統一を方針として打ち出していた。九州水力電気は野田へ働きかけ、取締役で野田と親しい麻生太吉を通じて五ヶ瀬川水利権を単独の会社に許可しないよう要請する。これもあって1920年（大正9年）9月に野田は、どの会社にも単独では許可を出さないので各派による合同会社を設立するように、との内意を明かした。一方、九州水力電気と対立関係にあった九州電灯鉄道は、実際の水利権許可を出す宮崎県に働きかけるという手段で対抗。同社は後述の県外送電反対運動に対する県知事広瀬直幹の立場に配慮し、県内の細島に製鋼所を新設する、県に土木費として50万円を寄付するといった条件を掲げ、県の説得に成功した。
宮崎県が九州電灯鉄道の要請を受け入れたことから、県の上申を受けた逓信省でも同社への水利権単独許可を認め、その上で新設の送電会社に競願各社を参加させる方向で決着させようとした。しかしこのことを耳にした九州水力電気の麻生太吉は野田や首相の原敬に抗議し、野田と親しい三井財閥の團琢磨を仲介者として同社相談役の和田豊治とともに逓信省の方針に抵抗した。結局1920年12月末、野田卯太郎逓信大臣は、五ヶ瀬川の水利権は単独許可せず、九州の電気事業合同を視野に入れた新会社「九州送電株式会社」を新設してこれに許可する方針を打ち出し、これに従って翌1921年（大正10年）1月に九州水力電気・九州電灯鉄道などにより九州送電創立発起委員会が立ち上げられた。

### 県外送電反対運動
宮崎県への参入を図る各社の前に立ちはだかったのが「県外送電反対運動」であった。相次ぐ各社の水利権申請を見て、1918年12月に県営電気事業を起業して各社から電力料金を徴収すべきという意見が宮崎県会にて起こったのが発端である。
県営電気事業の議論があった最中の1919年11月、県内消費の条件付きで大淀川の水利権を取得していた電気化学工業が、事業環境の変化などの理由で宮崎工場新設を撤回して既存の大牟田工場（福岡県）へと送電するという変更を逓信省へ申請した。この方針変更は県会にて詐欺ではないかという批判を招き、これを機として県営事業の議論は県外へ送電する業者には水利権を許可しないよう求める、いわゆる「県外送電反対運動」へと転化する。そしてこの動きは九州送電設立が決定すると勢いを増して県会外にも拡大していった。
九州送電設立が新聞報道された後の1921年5月10日、宮崎町内のえびす講で、鉦・太鼓を打ち鳴らして県外送電反対が宣伝され、「県民覚醒の時機来る」というビラが巻かれる事件が起こる。翌11日には町役場で協議会が開かれ、12日には県政財界の有力者（衆議院議員長峰与一や県会議長・県会議員・宮崎町長・宮崎町議会議員、日向水力電気社長柴岡晋、地元銀行頭取など）が町役場に集合して「県外送電反対同盟」として県外送電絶対反対を決議し、県知事へその旨を打電する事態となった。その後運動は全県に伝播し、5月22日には正式に「宮崎県外送電反対同盟会」（会長に県会議長、副会長に県会副議長と宮崎町長）が発足。6月1日には同盟会により県外送電反対の県民大会が開かれるに至った。
こうして大規模化した県外送電反対運動であったが、宮崎県当局の態度を動かすには至らず、次第に反対運動から条件闘争と化していった。その結果運動は徐々に衰退し、1923年（大正12年）の関東大震災を機に終息。宮崎県は翌1924年（大正13年）10月31日、九州送電創立発起委員会との間に県への寄付金納付や県内需要への優先供給を定めた協定を結び、この問題を決着させた。

### 会社設立

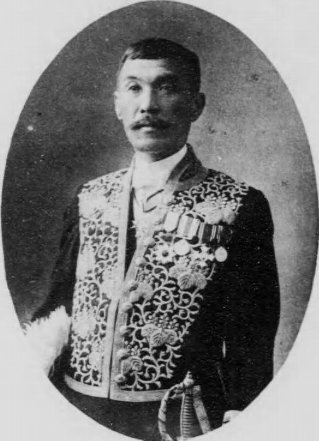
九州送電初代専務堀内秀太郎

宮崎県との協定締結を受けて1924年11月13日に九州送電の事業許可が逓信大臣から下り、これを受けて翌1925年（大正14年）5月9日に九州送電株式会社の創立総会が開かれるに至った。創立発起委員会立ち上げの時点では九州水力電気・九州電灯鉄道・電気化学工業・住友財閥に北九州を地盤とする九州電気軌道の5者で会社を設立する計画であったが、火力発電に傾注する九州電気軌道は途中で撤退して参加しないこととなり、改めて同社を除いた4者と熊本電気・三井財閥・三菱財閥と地元関係者にて資本金2000万円で設立する案をまとめた。しかしこの案も実現せず、資本金は不況のため1000万円に減額され、九州水力電気・東邦電力（九州電灯鉄道の後身）・電気化学工業・住友財閥の4者出資により九州送電は設立をみた。
九州送電の社長は空席で、専務に元宮崎県知事の堀内秀太郎が就任した。本社は九州ではなく東京市内に構えた。
九州送電の起業計画では、設立までの経緯を考慮して一旦東邦電力名義で五ヶ瀬川の水利権許可を得たのち九州送電がこれを譲り受けて直営開発し、住友財閥が水利権を持つ耳川では住友から開発を受託、電気化学工業が水利権を持つ大淀川では開発後の送電のみを受託するものとされた。しかし会社の設立が遅れたことで電気化学工業は自社送電線建設に踏み切り（大淀川水力電気参照）、九州送電から離脱、1927年（昭和2年）4月に持ち株を九州水力電気へと譲渡した。このため結局九州送電は九州水力電気が過半を出資する、同社の傘下企業となった。
九州水力電気傘下となったことから、1928年（昭和3年）3月に堀内秀太郎が病気のため辞任すると同社を代表して木村平右衛門が常務となった。1934年（昭和9年）7月、常務は木村から支配人の内本浩亮と交代。その後内本は1940年（昭和15年）に専務へと昇格するまで常務を務め、同年6月には社長となっている。

## 水力開発の推移

### 高千穂発電所
九州送電が最初に建設したのは五ヶ瀬川の高千穂発電所である。発電所所在地は宮崎県西臼杵郡高千穂町大字押方。東邦電力から水利権を譲り受けて開発した地点で、1927年1月着工、1929年（昭和4年）3月14日に竣工した。
発電所の取水口は上流の三ヶ所村桑野内（現・五ヶ瀬町桑野内）にあり、五ヶ瀬川本流を横断する堰堤の右岸から取水し、そこから一度「芋洗谷」を堰堤で仕切って造った調整池に導き、さらに発電所へと導水して発電する。主要設備は電業社原動機製造所製フランシス水車・芝浦製作所製交流発電機各2台で、発電所出力は1万2800キロワットである。
送電線は高千穂変電所から九州水力電気女子畑発電所（大分県日田郡）へ至る亘長72.8キロメートルの66キロボルト送電線「福岡幹線」を整備し、1929年5月1日より九州水力電気への電力供給を開始した。
なお五ヶ瀬川では、高千穂発電所の上流側の三ヶ所村桑野内にて「桑野内」（出力2790キロワット）、下流側の七折村（現・日之影町）にて「高巣野」（出力2970キロワット）、岩井川村（現・日之影町）にて「小崎」（4380キロワット）という3か所の水利権を得ていたが、いずれも九州送電では開発に至っていない。

### 田代発電所

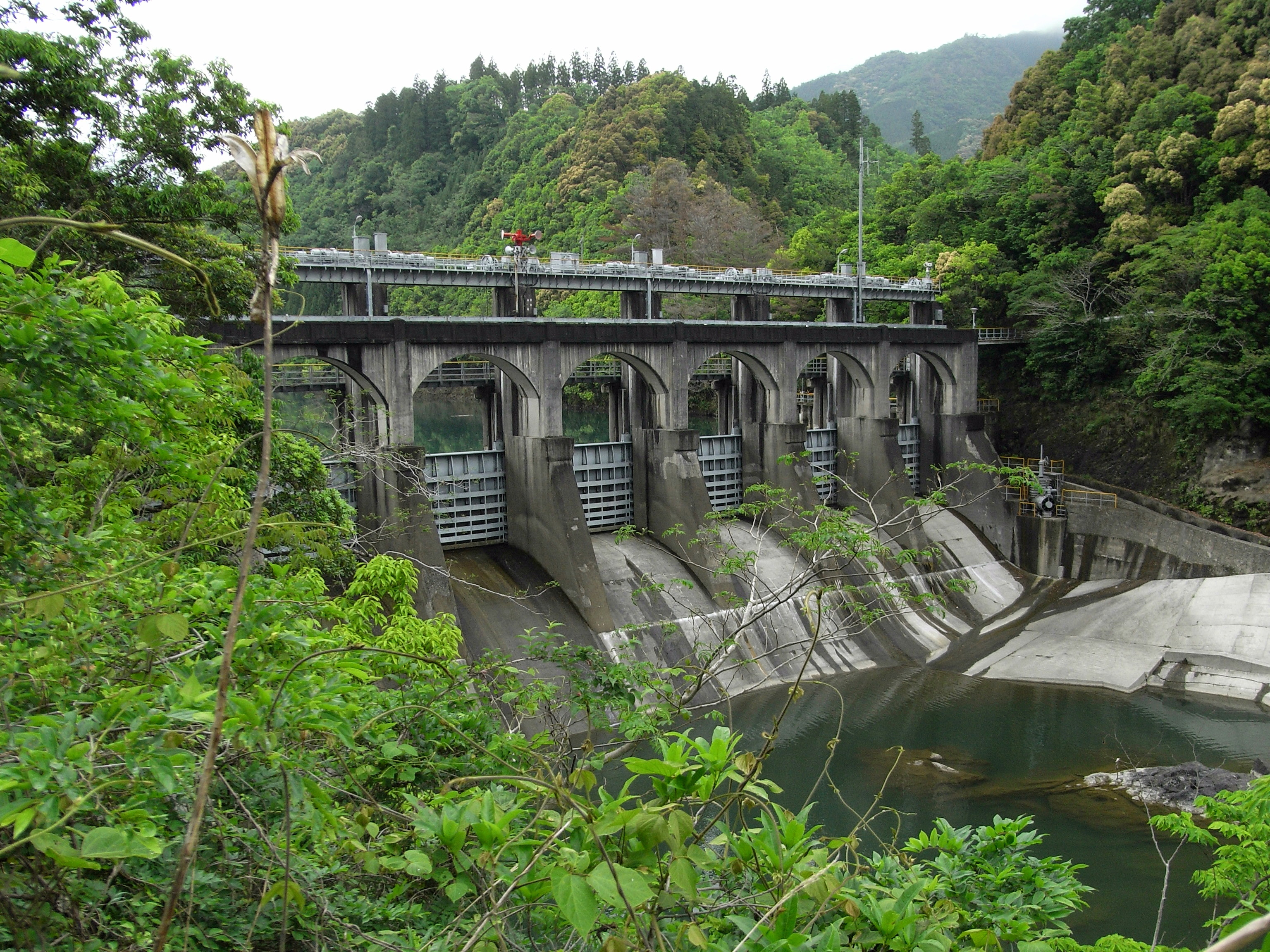
西郷ダム

高千穂発電所に続いて竣工したのは耳川の田代発電所（現・西郷発電所）である。発電所所在地は宮崎県東臼杵郡西郷村大字田代（現・美郷町西郷田代）。元々住友財閥が当主住友吉左衛門名義で水利権を取得していた地点で、1926年8月より住友家より委託を受けて九州送電が工事を担当し、1928年（昭和3年）1月に本工事起工、1929年12月14日に竣工させた。翌1930年（昭和5年）5月、九州送電はこの発電所に関する水利権を住友吉左衛門から譲り受けている。
発電所の取水口は上流の西郷村大字小原（現・美郷町西郷小原）にあり、耳川本流を横断するダムの右岸から取水する。取水地には耳川をせき止めた貯水池が付属している。主要設備は電業社原動機製造所製フランシス水車・芝浦製作所製交流発電機各2台で、発電所出力は8000キロワットである。
田代発電所からは高千穂変電所に至る亘長35.4キロメートルの66キロボルト送電線が整備された。また女子畑発電所から東邦電力久留米変電所（福岡県久留米市）に至る45.4キロメートルの66キロボルト送電線を整備し、九州水力電気に続いて1929年12月21日より東邦電力に対する電力供給を開始した。ただし供給電力の周波数が九州送電・九州水力電気と東邦電力で異なることから需給関係は複雑で、周波数を60ヘルツに設定する東邦電力は九州送電の50ヘルツの電力を直接受電せず、九州水力電気女子畑発電所などの一部発電機を60ヘルツで運転させ、この電力に振り替えた上で久留米変電所で受け取る形をとった。

### 山須原発電所
田代発電所に続いて建設されたのは、同じ耳川の山須原発電所である。発電所所在地は田代発電所の上流、宮崎県東臼杵郡西郷村大字山三ヶ（現・美郷町西郷山三ヶ）。同様に住友財閥が水利権を取得していた地点で、九州送電が1929年12月に起工、1932年（昭和7年）1月21日に竣工させ、同年4月に発電所に関する水利権を住友吉左衛門から譲り受けた。運転は4月1日より開始されている。
発電所の取水口は同じ大字山三ヶ地内にあり、耳川本流を横断するダムの右岸から取水する。ここでも耳川をせき止めた貯水池が付属している。水車・発電機は各2台でいずれも日立製作所製。発電所出力は1万3000キロワットである。
田代発電所と同様に山須原発電所も66キロボルト送電線で高千穂変電所と連絡した。この山須原発電所と後述の三ヶ所・回淵両発電所の完成により高千穂から女子畑へ至る福岡幹線の送電容量を増加させる必要が生じたため、高千穂変電所に昇圧用の変圧器を増設するとともに、女子畑から先、福岡県飯塚市の嘉穂変電所までの延伸工事を実施した。一連の改修工事は1932年7月に完成し、福岡幹線は高千穂変電所から嘉穂変電所へ至る亘長122.6キロメートルの110キロボルト送電線となった。また延伸により九州水力電気への供給地点は嘉穂郡の鯰田開閉所へ移った。

### 回淵・三ヶ所発電所
1932年に山須原発電所に続いて竣工したのが五ヶ瀬川水系三ヶ所川の回淵発電所と三ヶ所発電所である。
上流側の回淵発電所は宮崎県西臼杵郡三ヶ所村大字桑野内（現・五ヶ瀬町桑野内）にあり、大字三ヶ所に三ヶ所川を横断する堰堤を設けてその右岸から取水する。一方、三ヶ所発電所は同じく三ヶ所村大字桑野内にあり、三ヶ所川を横断する堰堤の右岸より取水するとともに回淵発電所の放水を直に受けて発電する。両発電所ともに電業社原動機製造所製フランシス水車・芝浦製作所製交流発電機各1台を備える。発電所出力は回淵発電所が1050キロワット、三ヶ所発電所が1320キロワット。
九州送電が水利権を取得した地点であり、両発電所そろって1931年11月29日に竣工した。送電線は回淵発電所から三ヶ所発電所を経て高千穂変電所へ至る66キロボルト線が整備されている。

### 塚原発電所

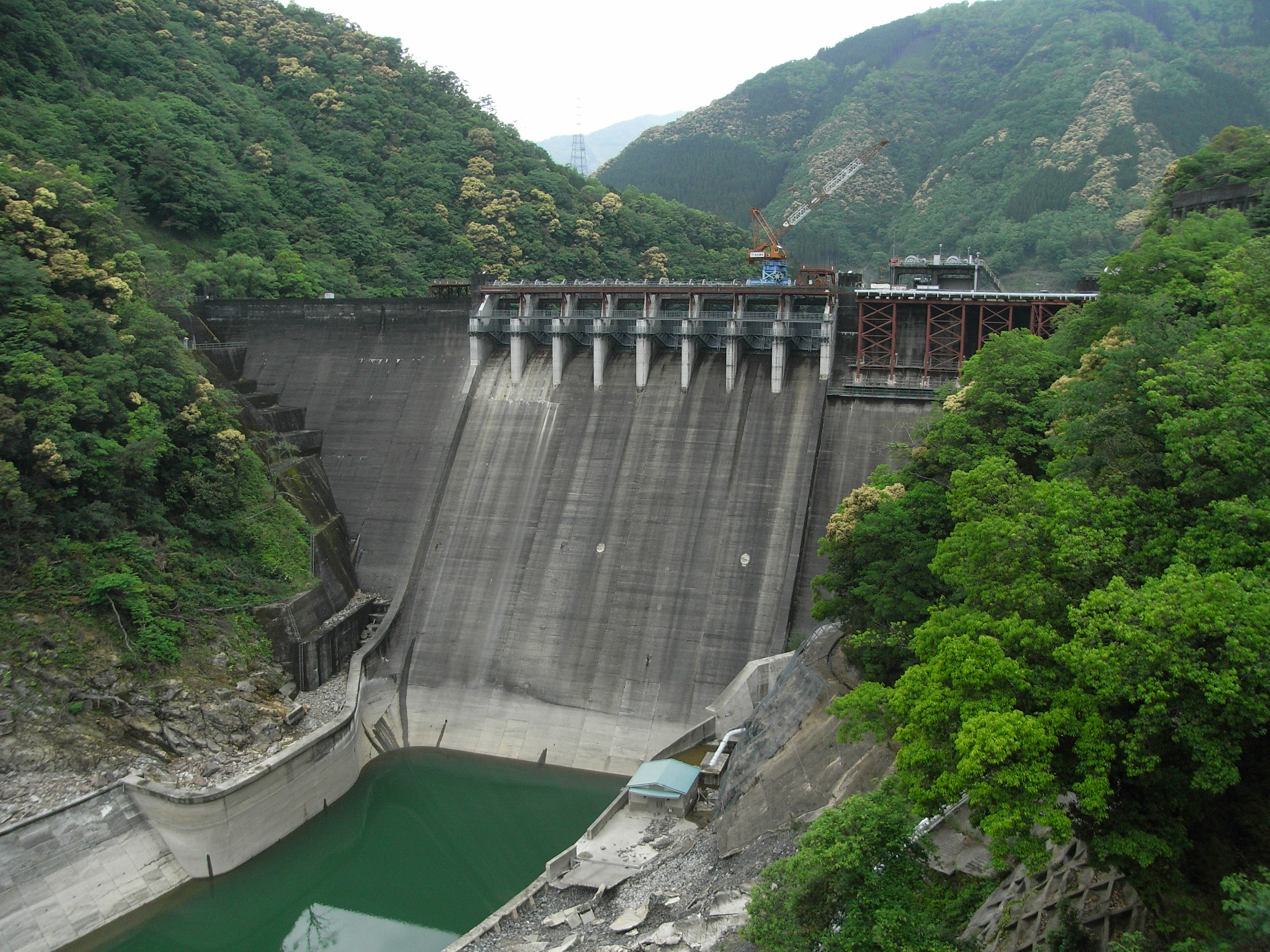
塚原ダム

九州送電が6番目に建設した発電所が耳川の塚原発電所である。発電所所在地は山須原発電所の上流、宮崎県西臼杵郡諸塚村大字家代。住友財閥が水利権を取得していた地点で、九州送電の手で1935年8月に起工、工事中の1937年（昭和12年）2月に水利権を譲り受け、1938年（昭和13年）9月20日に竣工させた。
発電所の取水口は諸塚村大字七ツ山にあり、耳川本流を横断するダムの左岸から取水する。ここでも耳川をせき止める貯水池が付属している。またこの貯水池には耳川支流の柳原川・七ツ山川からも導水される。主要機器として電業社原動機製造所製フランシス水車・芝浦製作所製交流発電機各4台を設置。変圧器は構外の耳川変電所に設置する。発電所出力は当初5万キロワット、1940年以降は6万キロワットである。

### 供給電力の推移
1929年5月1日より始まった九州水力電気への電力供給は、1930年時点では1万7000キロワットで、その後同年8月認可で1万9500キロワットへ、1931年10月認可で3万2000キロワットへとそれぞれ増強された。これらの女子畑・鯰田両開閉所への供給電力は1935年末時点では3万キロワットとなっている。また1931年5月1日からは福岡県八女郡の羽犬塚変電所における九州水力電気への供給も開始した。一方、1929年12月21日より始まった久留米変電所における東邦電力への電力供給は、当初1万キロワット、1935年末時点では1万3000キロワット（融通電力を含むと最大1万6000キロワット）であった。
宮崎県内では、1934年（昭和9年）3月より延岡市に工場を持つ旭ベンベルグ絹糸（現・旭化成）に対する電力供給を開始し（ただし供給地点は熊本県阿蘇郡の同社自家用馬見原発電所）、同年7月11日より延岡電気に対する供給も開始した。
塚原発電所竣工前、1937年12月時点の供給状況をまとめると、供給電力については50ヘルツ圏が発電所5か所出力計3万6170キロワットに延岡電気からの受電を加えた合計3万7170キロワット、60ヘルツ圏が九州水力電気（受電地点：大分県日田郡）からの受電6600キロワットと東邦電力（受電地点：福岡県久留米市久留米変電所）からの受電3700キロワットからなり、これらを以下のように供給していた（いずれも融通電力を計算から除外）。
- 50ヘルツ圏
  - 九州水力電気 ： 3万キロワット（供給地点：大分県日田郡女子畑開閉所および福岡県飯塚市鯰田中央開閉所）
  - 延岡電気 ： 2025キロワット（供給地点：宮崎県内5地点）
  - 旭ベンベルグ絹糸 ： 2400キロワット（供給地点：熊本県阿蘇郡馬見原発電所）
- 60ヘルツ圏
  - 九州水力電気 ： 5000キロワット（供給地点：福岡県八女郡羽犬塚変電所）
  - 東邦電力 ： 5000キロワット（供給地点：福岡県久留米市久留米変電所）

塚原発電所が完成した1938年には九州水力電気への供給を増強し、8月より宮崎県内の登尾開閉所にて最大1万キロワット、11月より上津役変電所（福岡県八幡市）にて最大4万キロワットの供給をそれぞれ開始している。

## 電力国家管理と解散

### 送電線の出資・譲渡
1938年、政府が新設の国策会社日本発送電を通じて全国の発電・送電を管理するという電力国家管理を規定した「電力管理法」が成立し、全国の電気事業者から主要な電力設備を出資させて1939年（昭和14年）4月1日に日本発送電が設立された（第1次電力国家管理）。このとき日本発送電の管理対象とされた設備は、出力1万キロワット超の火力発電所や、最大電圧100キロボルト以上の送電線とそれに接続する変電所などで、これに従い九州送電では110キロボルト送電線の福岡幹線（高千穂変電所 - 嘉穂変電所間）と福岡県方面の66キロボルト線4路線、22キロボルト線1路線、高千穂・嘉穂両変電所を日本発送電の設立時に出資するよう逓信省より命ぜられた。出資設備の評価額は409万2695円で、出資の対価として九州送電には日本発送電の額面50円払込済み株式8万1853株（払込総額409万2650円・出資対象33事業者中23位）が交付されている。
日本発送電への一部出資後も、110キロボルト線の福岡幹線のうち七ツ山線（高千穂変電所 - 耳川変電所間）と上津役線（嘉穂変電所 - 上津役変電所間、1938年11月使用開始）や発電所周辺の送電線、耳川・上津役両変電所が九州送電に残るが、これらの大半は1939年4月の設備出資と同時に日本発送電へと貸与し、その後1940年（昭和15年）2月1日付で同社へ譲渡している。以後九州送電に残る送電・変電設備は発電所間または発電所・変電所間の連絡送電線のみとなった。
日本発送電の発足により、九州水力電気や東邦電力への電力供給は消滅し、九州送電の電力供給先は日本発送電1社単独となった。

### 水力発電所の出資
1941年（昭和16年）4月、電力国家管理の強化を目指して電力管理法施行令が改正され、これに従って翌1942年（昭和17年）4月までの間に出力5,000キロワット超の水力発電設備も各事業者から日本発送電へ出資された（第2次電力国家管理）。九州送電も再びその対象とされ、日本発送電の第2回増資（＝1941年10月1日付）の際に水力発電所6か所（高千穂・三ヶ所・回淵・塚原・山須原・田代）と発電所間または発電所・変電所間の送電線4路線を同社へ出資するよう命ぜられた。
出資設備の評価額は2643万4342円50銭で、ここから日本発送電への社債継承価格797万4015円を差し引いた金額を基準として九州送電には日本発送電の額面50円払込済み株式36万9206株（払込総額1846万300円・出資対象27事業者中9位）が交付されている。

### 岩屋戸発電所建設と解散

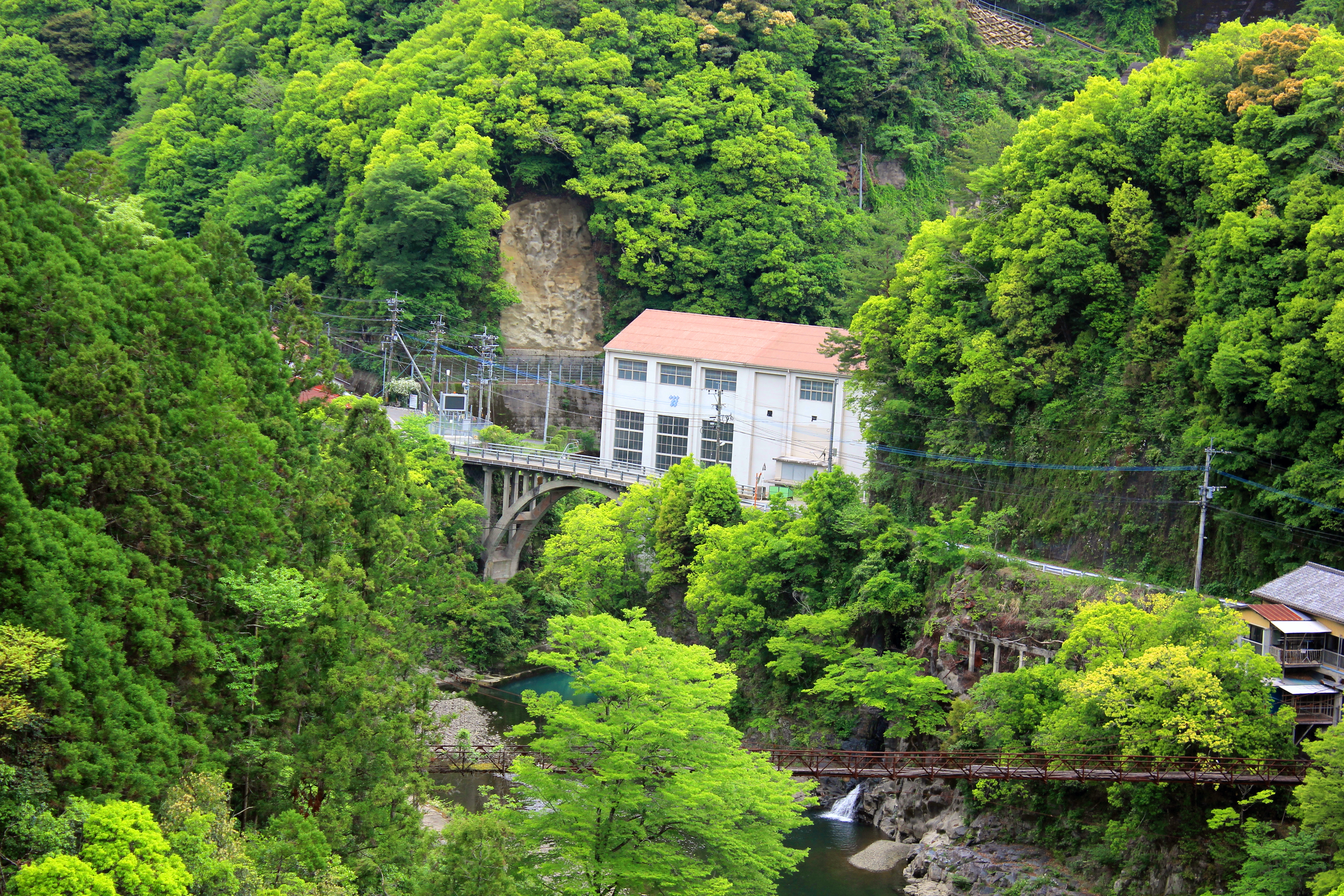
岩屋戸発電所

1941年10月に日本発送電へ水力発電所を出資した九州送電であるが、当時、同社は耳川にて岩屋戸発電所を建設中であった。同発電所は耳川にて許可を得ていた水利権4か所のうちの最上流部で、日本発送電設立前の1938年4月に準備工事を着工、1940年初頭より本工事に着手して1941年末に完成させた。発電所出力は2万5000キロワットである。
この岩屋戸発電所完成をもって九州送電はすべての開発計画を終了し、岩屋戸発電所の設備一切を日本発送電へ譲渡して解散することとなった。そして1942年（昭和17年）1月23日、株主総会にて九州送電は設備一切への譲渡と会社の解散を決議し、消滅した。

## 年表
- 1924年（大正13年）
  - 11月13日 - 発起人に対し逓信大臣より電気事業経営許可。
- 1925年（大正14年）
  - 5月9日 - 九州送電株式会社設立。
- 1929年（昭和4年）
  - 3月24日 - 高千穂発電所竣工。
  - 5月1日 - 開業。九州水力電気への電力供給開始。
  - 12月14日 - 田代発電所竣工。
  - 12月21日 - 東邦電力への電力供給開始。
- 1931年（昭和6年）
  - 11月29日 - 回淵・三ヶ所両発電所竣工。
- 1932年（昭和7年）
  - 1月21日 - 山須原発電所竣工。
- 1938年（昭和13年）
  - 9月20日 - 塚原発電所竣工。
- 1939年（昭和14年）
  - 4月1日 - 日本発送電設立に伴い送電線・変電所の一部を出資。同時に残存設備の大半を同社へ貸与。
- 1940年（昭和15年）
  - 2月1日 - 日本発送電に貸与中の設備を同社へ譲渡。
- 1941年（昭和16年）
  - 10月1日 - 日本発送電へ水力発電所と残存送電線を出資。
- 1942年（昭和17年）
  - 1月23日 - 岩屋戸発電所（1941年末完成）を日本発送電へ譲渡し、会社解散。

## 施設一覧

### 発電所一覧
発電所の所在地・河川名と出力をまとめた一覧表は以下の通り。
| 発電所名 | 出力 (kW)      | 所在地・河川名                                                          | 備考                              |
| -------- | -------------- | ----------------------------------------------------------------------- | --------------------------------- |
| 回淵     | 1,050          | 宮崎県西臼杵郡三ヶ所村（現・五ヶ瀬町） （河川名：五ヶ瀬川水系三ヶ所川） | 現・九電回淵発電所                |
| 三ヶ所   | 1,320          | 宮崎県西臼杵郡三ヶ所村（現・五ヶ瀬町） （河川名：五ヶ瀬川水系三ヶ所川） | 現・九電三ヶ所発電所              |
| 高千穂   | 12,800         | 宮崎県西臼杵郡高千穂町 （河川名：五ヶ瀬川）                             | 現・JNC高千穂発電所               |
| 岩屋戸   | 25,000         | 宮崎県西臼杵郡椎葉村 （河川名：耳川）                                   | 現・九電岩屋戸発電所              |
| 塚原     | 50,000 →60,000 | 宮崎県西臼杵郡諸塚村 （河川名：耳川・七ツ山川・柳原川）                 | 1940年出力変更 現・九電塚原発電所 |
| 山須原   | 13,000         | 宮崎県東臼杵郡西郷村（現・美郷町） （河川名：耳川）                     | 現・九電山須原発電所              |
| 田代     | 8,000          | 宮崎県東臼杵郡西郷村（現・美郷町） （河川名：耳川）                     | 現・九電西郷発電所                |

岩屋戸発電所を含む7つの発電所は、すべて日本発送電を経て1951年（昭和26年）以降は九州電力（九電）に帰属している。ただし高千穂発電所に関しては、1964年（昭和39年）5月に九州電力から電源開発へ譲渡され、鶴田ダム（鹿児島県）建設に伴う自家発電所の水没補償として新日本窒素肥料（現・JNC）へ引き渡されている。

### 送電線・変電所一覧
送電線の一覧表は以下の通り。
| 送電線名         | 最大電圧 (kV) | 亘長 (km) | 起点                                | 終点                                              | 備考                                 |
| 福岡幹線         | 福岡幹線      | 福岡幹線  | 福岡幹線                            | 福岡幹線                                          | 福岡幹線                             |
| ---------------- | ------------- | --------- | ----------------------------------- | ------------------------------------------------- | ------------------------------------ |
| 福岡幹線七ツ山線 | 110           | 23.1      | 耳川変電所 （宮崎県西臼杵郡諸塚村） | 高千穂変電所 （宮崎県西臼杵郡高千穂町）           | 日本発送電では「九州東幹線」         |
| 福岡幹線女子畑線 | 110           | 71.5      | 高千穂変電所                        | 中川開閉所                                        | 日本発送電では「九州東幹線」         |
| 福岡幹線鯰田線   | 110           | 51.1      | 中川開閉所                          | 嘉穂変電所 （福岡県飯塚市）                       | 日本発送電では「九州東幹線」         |
| 福岡幹線上津役線 | 110           | 23.7      | 嘉穂変電所                          | 上津役変電所 （福岡県八幡市）                     | 日本発送電では「九州東幹線」         |
| 耳川変電所周辺   |               |           |                                     |                                                   |                                      |
| 田代線           | 66            | 12.9      | 田代発電所                          | 耳川変電所                                        | 山須原発電所への分岐線 (0.33km) あり |
| 田代山須原連絡線 | 11            | 6.9       | 田代発電所                          | 山須原発電所                                      |                                      |
| 塚原線           | 11            | 0.3       | 塚原発電所                          | 耳川変電所                                        |                                      |
| 富高線           | 66            | 20.1      | 田代発電所                          | 延岡電気富高変電所 （宮崎県東臼杵郡富高町）       |                                      |
| 高千穂変電所周辺 |               |           |                                     |                                                   |                                      |
| 高千穂線         | 11            | 0.2       | 高千穂発電所                        | 高千穂変電所                                      |                                      |
| 五ヶ瀬川線       | 6.6           | 2.6       | 回淵発電所                          | 三ヶ所発電所                                      |                                      |
| 五ヶ瀬川線       | 66            | 10.4      | 三ヶ所発電所                        | 高千穂変電所                                      |                                      |
| 登尾線           | 66            | 14.2      | 高千穂変電所                        | 九州水力登尾開閉所                                |                                      |
| 三田井線         | 22            | 1.3       | 高千穂変電所                        | 延岡電気三田井変電所 （宮崎県西臼杵郡高千穂町）   |                                      |
| 馬見原線         | ?             | 0.1       | 三ヶ所発電所                        | 旭ベンベルグ馬見原発電所 （熊本県阿蘇郡馬見原町） |                                      |
| その他           |               |           |                                     |                                                   |                                      |
| 女子畑引込線     | 66            | 1.3       | 中川開閉所                          | 九州水力女子畑中央開閉所 （大分県日田郡中川村）   |                                      |
| 久留米線         | 66            | 45.6      | 九州水力上ノ釣開閉所                | 東邦電力久留米変電所 （福岡県久留米市）           |                                      |
| 羽犬塚線         | 66            | 8.2       | 二軒茶屋開閉所                      | 九州水力羽犬塚変電所 （福岡県八女郡羽犬塚町）     | 起点は久留米線の途中                 |
| 鯰田引込線       | 66            | 0.6       | 嘉穂変電所                          | 九州水力鯰田中央開閉所 （福岡県飯塚市）           |                                      |

自社変電所はいずれも自社送電線に接続するもので、上表中にある5か所（耳川・高千穂・女子畑・嘉穂・上津役）を保有していた。

## 社史
- 『九州送電株式会社沿革史』 - 下川寿一（九州送電総務次長兼経理課長）著、東洋経済新報社出版部発行。会社解散後の1942年10月に出版。NDLJP:1059578。